# عبد التواب هيكل
عبد التواب هيكل (1 مايو 1923 - 6 يوليو 2016) مؤلف مصري، أحد علماء الأزهر سافر للدعوة في عدة بلاد منها زينجيبار ودار السلام عام 1964. ومن هذه البلاد أيضاً سيراليون لأجل الدعوة وإرشاد الناس إلى الإسلام وتوجيههم للتخلي عن بعض العادات الغريبة والمنافية لتعاليم الإسلام. تقديرا له في الدعوة في سيراليون، تم إنشاء أكاديمية اسمها أكاديمية هيكل استقر هيكل في دولة قطر واستمر في الدعوة هناك حتى توفي عام 2016.
تأثر الشيخ بمجموعة من علماء المسلمين وتلقى عنهم الكثير. مثل محمد غلاب، محمد عبد الله دراز، الأودن، والغزالي والذي كان أستاذاً وصديقاً للشيخ هيكل.

## نشأته
ولد عام 1923 في محافظة الفيوم بقرية الغرق السلطاني بمركز اطسا. وهي قرية تقع على طرف الصحراء بين مصر وليبيا. وإن كانت جذور الشيخ الأولى تعود إلى المغرب العربي.
نشأ في أسرة متدينة، وفي ظل معتقدات وعادات كانت ترجح عدم التحاق الأبناء بالمدارس وجعلهم يتفرغون لمباشرة أمور الأراضي الزراعية وحفظ القرآن أتم حفظ القرآن في سن الثانية عشر.

## دراسته
التحق هيكل بالابتدائية الأزهرية وعمره سبعة عشر عاماً وحصل عليها بعد أربعة سنوات. أكمل الثانوية الأزهرية في عمر الرابعة والعشرون. حصل على الشهادة الثانوية من الفيوم على المذهب المالكي عام 1949. درس في كلية أصول الدين وتخرج من قسم التفسير حيث حصل على الشهادة العالية عام 1953 من كلية أصول الدين ثم حصل على الشهادة العالمية من نفس الكلية عام 1954.
كان من زملاء الدراسة مجموعة من علماء المسلمين أمثال يوسف القرضاوي وحسن عيسى وموسى شاهين لاشين ومحمد الراوي.

## وفاته
توفى في 6 يوليو 2016 وتم دفنه بعد صلاة العصر في مقبرة مسيمير في الدوحة، العزاء في منزل ابنه في منطقة ام صلال علي